# Amblyseius crassicaudalis
Amblyseius crassicaudalis är en spindeldjursart som beskrevs av Wolfgang Karg 1998. Amblyseius crassicaudalis ingår i släktet Amblyseius och familjen Phytoseiidae. Inga underarter finns listade i Catalogue of Life.